# Aechmophorus
Aechmophorus é um género de aves da família Podicipedidae, vulgarmente conhecidas como mergulhões.
Este género contém duas espécies:
- Mergulhão-americano-ocidental (Aechmophorus occidentalis)
- Mergulhão-de-clark (Aechmophorus clarkii)